# Rhipicephalus sanguineus
Rhipicephalus sanguineus е кърлеж от род Rhipicephalus разпространен в редица климатични области по планетата. Най-голямо разпространение обаче той има в областите с по-топъл климат. За разлика от други видове той може да завърши жизнения си цикъл в помещения далеч от естествената си среда. Основен гостоприемник при него са различни бозайници като най-често паразитира по кучетата. Поради този факт често е наричан и „кучешки кърлеж“. Това е и причината често да попада в домовете и там да продължи жизнения си цикъл.
Видът е преносител и на редица зоболявания. При кучетата пренася бабезиоза и ерлихиоза. При хората е основен преносител на микроорганизма Rickettsia conorii, причинител на заболяването Марсилска треска. На стария континент той е и един от видовете арахниди преносители на заболяването Западнонилска треска.